# Tweekleurige kielspriet
De tweekleurige kielspriet (Poecilus kugelanni) is een keversoort uit de familie van de loopkevers (Carabidae). De wetenschappelijke naam van de soort werd in 1797 gepubliceerd door Georg Wolfgang Franz Panzer.